# Dafne Keen
Dafne María Keen Fernández (Madrid, 4 januari 2005) is een Brits-Spaanse actrice. Ze maakte haar debuut met de hoofdrol als "Ana "Ani" Cruz Oliver" in de televisieserie The Refugees van 2014 tot 2015, voordat ze doorbrak met de hoofdrol als "Laura/X-23" in de superheldenfilm Logan uit 2017. Ze ontving verschillende prijzen, waaronder een Empire Award voor Beste Nieuwkomer, en nominaties voor een Critics' Choice Award en een Saturn Award. In 2019 begon ze met haar rol als "Lyra Belacqua" in de televisieserie His Dark Materials, waarvoor ze werd genomineerd voor een BAFTA Cymru.

## Filmografie

### Film
- 2017: Logan, als Laura / X-23
- 2020: Ana, als Ana
- 2024: Deadpool & Wolverine, als Laura / X-23

### Televisie
- 2014-2015: The Refugees, als Ana "Ani" Cruz Oliver
- 2019-2022: His Dark Materials, als Lyra Belacqua
- 2024: The Acolyte, als Jecki Lon

### Videoclip
- 2021: Let it Bloom, van Teo Planell